# Улица Фёдоровский ручей
Фёдоровский ру́чей — улица в Великом Новгороде. Проходит от моста Александра Невского до вала Окольного города на востоке Новгорода, переходя затем в автодорогу московского направления. Расположена на территории исторического Плотницкого конца.

## История

Фёдоровский ручей с церковью Фёдора Стратилата на дореволюционном фото

Названа по имени древнего ручья (в летописи под 6613 [1105] годом он упоминается как Плотницкий), впадавшего справа в реку Волхов недалеко от центральной части города. Фёдоровский ручей соединил будущий Тарасовец (тоже искусственный ров), с Волховом и защищал Новгород от наводнений в период паводка.
В 1872 году ручей планировалось углубить с обустройством гавани (здесь или на Сиверсовом канале), чтобы он не заболачивался, и чтобы по нему можно было доставлять грузы. Проект был отвергнут Министерством путей сообщения из-за стоимости в 179 тысяч рублей (и пользы лишь для города, но не для страны).
Автодорога Ленинград—Москва до строительства объездного участка проходила через Новгород. В 1944 году отступающие из города немецкие войска взорвали единственный новгородский мост через Волхов. Обстоятельства требовали срочного возведения нового моста. Сначала это была понтонная переправа, перекинутая через реку в районе Владимирской башни Новгородского детинца. Затем в районе улицы Розважи (левый берег) и в месте слияния Фёдоровского ручья и Волхова (правый берег) был выстроен деревянный мост и только в 1954 году на месте деревянного началось строительство капитального автомобильного моста.
Для выполнения инженерного замысла ручей был засыпан. На его месте появилась насыпь — спуск с построенного моста, переходящая затем в улицу. 18 апреля 1961 года решением Новгородского горисполкома улица, возникшая на месте Фёдоровского ручья, получила название «проспект Гагарина».
В 1991 году было принято решение переименовать проспект Гагарина в улицу Фёдоровский ручей.

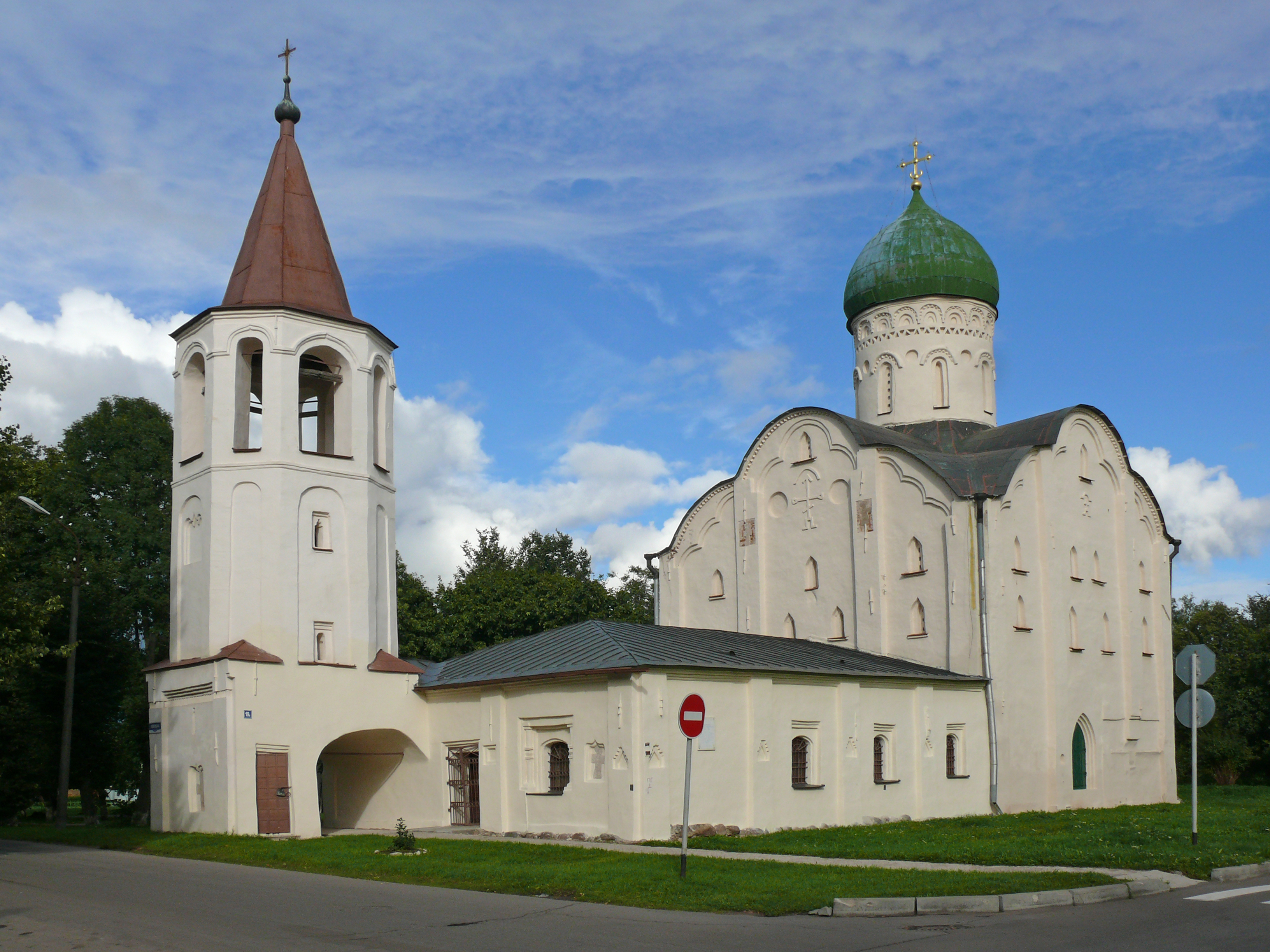
Церковь Фёдора Стратилата на Ручью

Будучи недлинной улицей (750 м), Фёдоровский ручей, тем не менее, является одной из главных магистралей Торговой стороны. По ней осуществляется выезд из центральной части города в сторону Москвы.
На улице расположены:
- Церковь Фёдора Стратилата на Ручью (1360 год)
- Гостиничный комплекс «Садко»

## Фёдоровский раскоп
В 1991—1993 и 1997 годах Центр организации археологических исследований при Новгородском музее-заповеднике провёл раскопки на участке улицы, где в настоящее время находится жилой дом № 12/57. Руководители работ — А. С. Хорошев, Г. Е. Дубровин, О. А. Тарабардина.
Площадь раскопа составила 1630 м². Были вскрыты остатки настила мостовой древней Коржевой улицы (8 ярусов). Изучена усадебная застройка. Было также найдено 3 берестяные грамоты.